# Meronberg
De Meronberg (Hebreeuws: הר מירון, Har Meron) is een Israëlische berg in Galilea, gelegen op een hoogte van 1208 meter boven zeeniveau. De Meronberg ligt in de buurt van de Libanese grens en ten westen van de stad Safed.
De Meronberg is de hoogste berg binnen de internationaal erkende grenzen van Israël. In het noorden van de door Israël geannexeerde Golanhoogten ligt de Hermonberg, die met een hoogte van 2814 meter ruim twee keer zo hoog is.
Het dorp Meron staat op de hellingen van de berg, evenals de aangrenzende (vooral voor orthodoxe joden) joodse heilige plaats van het graf van rabbijn Sjimon bar Jochai, de veronderstelde schrijver van het kabbalistische hoofdwerk de Zohar. Elk jaar op de dag(en) voorafgaand aan de dag dat hij het leven liet – op Lag Baomer – kamperen duizenden joden op de hellingen van de Meronberg. Op Lag Baomer zelf ondernemen duizenden joden een pelgrimstocht naar het graf om zijn sterfdag te gedenken. Op 15 mei 1911 liep dit uit op een ramp, toen een balustrade brak en tientallen pelgrims zeven meter naar beneden vielen. Negen mensen waren op slag dood; twee stierven de volgende dag in het Rothschild-hospitaal in Safed.
Nadat de veiligheidssituatie van de samenkomst qua crowd management al jaren onderwerp van discussie was, ging het in 2021 opnieuw dramatisch fout. In de enorme drukte ontstond, in een relatief smalle passage, een valpartij waarbij de aankomende menigte over de gevallenen heen gedrukt werd. In de chaos die ontstond kwamen tientallen mensen om door verstikking en raakten ruim 150 personen gewond.